# Lajos (település)
Lajos (más néven Lajosfalu, szlovákul Ľudovítová, korábban Lajšová) község Szlovákiában, a Nyitrai kerületben, a Nyitrai járásban.

## Fekvése
Nyitrától 12 km-re északra, a Nyitra jobb partján fekszik.

## Története
Az első fennmaradt írásos említése szerint 1358-ban várjobbágyok lakták. 1389-ben „Lagfalua”, 1404-ben „Layosfalva” néven szerepel a korabeli forrásokban. Ekkor helyi nemesek birtoka volt, 1696-ban említik a Nyáryak itteni udvarházát. A 17. és 19. század között a Zay család birtoka. 1789-ben 18 házában 92 lakos élt. 1828-ban 17 háza és 116 lakosa volt, akik főként mezőgazdasággal foglalkoztak.
Vályi András szerint: „LAJOSFALU. Lajsov. Magyar falu Nyitra Várm. földes Ura Gilányi Uraság, lakosai külömbfélék, fekszik Egerszeghez nem meszsze, mellynek filiája, földgye, réttye jó, legelője elég, piatza, malma mint Pereszlénynek, de fája tűzre kevés van.”
Fényes Elek szerint: „Lajosfalva, (Lojszov), tót falu Nyitra vmegyében, Egerszegh mellett: 82 kath., 4 zsidó lak., s igen jó határral. F. u. Ghylányi fam. Nyitrához 2 óra.”
Nyitra vármegye monográfiája szerint: „Lajosfalu, kis magyar falu a Nyitra völgyében, 113 r. kath. vallásu lakossal. Posta- és táviró-állomása Szomorfalu, vasúti állomás Vicsáp-Apáti. E község írott nyomai a XV. század elejéig vezetnek vissza. A faluban csupán temető-kápolna van, melyet Ghyllányi Ádám 1773-ban építtetett. A kápolna alatt van a család sírboltja. A községben van egy csinos úrilak, mely Ghyllányi Alfrédé, kinek itt birtoka is van; ez a XVIII. században a gróf Nyáryaké volt és később került a Ghyllányiak birtokába.”
A trianoni békeszerződésig Nyitra vármegye Nyitrai járásához tartozott.
Az 1950-es években Vicsápapátihoz csatolták, ma ismét önálló község.

## Népessége
| Év:            | 1994. | 2004.    | 2014.   | 2024.   |
| -------------- | ----- | -------- | ------- | ------- |
| Emberek száma: | 216   | 258      | 251     | 233     |
| Eltérés:       |       | +19,44 % | -2,71 % | -7,17 % |

| Év:            | 2023. | 2024.   |
| -------------- | ----- | ------- |
| Emberek száma: | 236   | 233     |
| Eltérés:       |       | -1,27 % |

1880-ban 103 lakosából 63 magyar, 28 szlovák, 10 német anyanyelvű és 2 csecsemő; ebből 96 római katolikus és 7 zsidó vallású volt.
1890-ben 113 lakosából 90 magyar és 21 szlovák anyanyelvű volt.
1900-ban 130 lakosából 99 magyar, 29 szlovák és 2 német anyanyelvű volt.
1910-ben 149 lakosából 119 magyar, 27 szlovák és 3 német anyanyelvű volt. Ebből 145 római katolikus és 4 izraelita vallású volt.
1921-ben 124 lakosából 91 magyar és 33 csehszlovák volt.
1930-ban 137 lakosából 76 magyar és 56 csehszlovák volt.
2001-ben 262 lakosából 2 magyar és 260 szlovák volt.
2011-ben 255 lakosából 2 magyar és 250 szlovák volt.
2021-ben 239 lakosából (+1) magyar, 236 szlovák, 1 egyéb és 2 ismeretlen nemzetiségű volt.

## Neves személyek
- Itt született 1872-ben Belitska Sándor altábornagy, honvédelmi miniszter.

## Nevezetességei
- 18. századi kastélya előbb a Nyáry család, majd a Ghyllányi család tulajdonában állt. Kertjében szép és értékes fafajok voltak. 1950 után különböző állami intézmények kaptak helyet benne.
- 1773-ban épült Ghyllányi Ádám támogatásával a barokk stílusú Szent Antal temetőkápolna. A kápolna alatt található a Ghyllányi család kriptája.
- A temetőben található az első világháborús hősök emlékműve, 8 helyi katona emlékére.
- Vicsápapáti felé, az ún. Törökmezőn található a török-kereszt. Állítólag 1682-ben a Felső-Nyitra-völgyébe betörő török csapatok itt szenvedték el legsúlyosabb veszteségeiket.

## Külső hivatkozások
- Községinfó
- Lajos Szlovákia térképén[halott link]
- E-obce.sk Archiválva 2008. szeptember 20-i dátummal a Wayback Machine-ben